# Gerard V (hrabia Jülich)
Gerard V (VI/VII) (ur. przed 1250, zm. 26 lipca 1328) – hrabia Jülich od 1297.

## Życiorys
Gerard był czwartym lub trzecim synem hrabiego Jülich Wilhelma IV i Ryszardy lub Małgorzaty (obie były córkami hrabiego Geldrii Gerarda III). Był następcą swego starszego brata Walrama na stanowisku hrabiego Jülich.
W 1298 uczestniczył w wyborze na króla Niemiec Albrechta I Habsburga lub poparł go dopiero po śmierci Adolfa z Nassau w bitwie pod Göllheim. Następnie pomógł Albrechtowi złamać potęgę elektorów znad Renu łącząc poparcie dla Albrechta z tradycyjnymi sporami hrabiów Jülich z arcybiskupami Kolonii. Dzięki temu uzyskał Kaiserswerth i odebrane arcybiskupowi Kolonii prawa do ceł na Renie.
Gdy Albrecht odwrócił swoją uwagę od Nadrenii, Gerard zbliżył się do króla Francji Filipa IV Pięknego, którego wasalem został z dóbr pozyskanych dzięki małżeństwu z Elżbietą z Brabancji-Anschot. W 1304 próbował wpłynąć na wybór arcybiskupa Kolonii, jednak nie udało mu się przeprowadzić wyboru sprzyjającego mu kandydata. Mimo to w tym okresie doszło do czasowego zbliżenia Gerarda z nowym arcybiskupem Kolonii Henrykiem z Virneburga, a także do ponownego zacieśnienia związków z Albrechtem Habsburgiem, który przeciwdziałał rosnącym wpływom francuskim w Nadrenii.
Po śmierci Albrechta w 1308 Gerard przystąpił do układu o wzajemnej pomocy z innymi władcami regionu, m.in. księciem Brabancji Janem II i hrabią Luksemburga Henrykiem VII. Gdy ten ostatni został wybrany na nowego króla Niemiec, Gerard aktywnie go wspierał. Zmusił w tym okresie miasto Akwizgran do zawarcia układu, kończąc w ten sposób spór rozpoczęty zamordowaniem jego ojca. Wykorzystując swoją pozycję umacniał swoje znaczenie i władztwo na terenie Nadrenii.
Gdy w 1313 zmarł Henryk VII, na nowo wybuchł konflikt Gerarda z arcybiskupem Henrykiem z Virneburga. Arcybiskup poparł w staraniach o koronę niemiecką Fryderyka III Habsburga, a Gerard wraz z większością książąt nadreńskich króla czeskiego Jana Luksemburskiego, a następnie Ludwika IV Bawarskiego. Pozycja Gerarda była szczególnie istotna: kontrolował drogi do Akwizgranu, gdzie odbywały się królewskie koronacje. Zablokował przejście arcybiskupa Henryka z księciem Fryderykiem Habsburgiem, wobec czego ich koronacja królewska odbyła się w Bonn, umożliwił natomiast koronację w Akwizgranie Ludwikowi. Gerard wykorzystał też kłopoty arcybiskupa w konflikcie o Zülpich i aktywnie wspierał Ludwika w dalszych walkach przeciwko Fryderykowi Habsburgowi.
Gdy po ostatecznej klęsce Fryderyka Habsburga w 1322 rozpoczął się konflikt między Ludwikiem Bawarskim a papieżem Janem XXII, Gerard stopniowo nawiązywał kontakty z papieżem, pragnąc w ten sposób zapewnić wybór swego syna Walrama na arcybiskupa Kolonii. Co prawda jeszcze w 1324 tego samego dnia miał miejsce ślub Ludwika IV Bawarskiego oraz syna Gerarda, Wilhelma z dwiema siostrami, córkami hrabiego Holandii i Hainaut Wilhelma I, jednak odtąd Gerard odsunął się od Ludwika. W 1327 zdecydował się nie towarzyszyć mu w wyprawie do Italii na koronację cesarską, aby nie zrazić do siebie papieża. Wkrótce potem zmarł.
Polityka Gerarda sprawiła, że stał się najpotężniejszym księciem na terenie Nadrenii.

## Rodzina
Wilhelm był dwukrotnie żonaty. Pierwsza żona, nieznana z imienia, pochodziła z rodu hrabiów Kessel. Drugą żoną była Elżbieta, córka hrabiego Brabancji-Aschot Gotfryda. Z tego drugiego związku pochodziły następujące dzieci:
- Wilhelm I (V), następca ojca jako hrabia Jülich, pierwszy książę Jülich,
- Maria, żona hrabiego Virneburga Henryka II, następnie hrabiego Kleve Dytryka VII, i wreszcie hrabiego Saffenbergu Konrada II,
- Elżbieta, żona hrabiego Hachenburg-Altenkirchen Jana II,
- Henryk, prepozyt w Kolonii,
- Ryszarda, żona hrabiego Dyck Konrada V,
- Walram, arcybiskup Kolonii,
- Gotfryd, pan Bergheimu[3].